# Bodenpolitik
Bodenpolitik bezeichnet im weiteren Sinne die Gesamtheit politischer Maßnahmen auf unterschiedlichen Verwaltungsebenen eines Staates, welche die Eigentumsordnung, die Nutzung und die Verteilung von Grund und Boden zum Inhalt haben. Historisch wurden darunter auch völkische, expansive territoriale Vorstellungen im Sinne einer Blut-und-Boden-Ideologie verstanden.

## Heutige Begriffsverwendung
In der deutschsprachigen Diskussion lassen sich weite und enge Begriffsverständnisse unterscheiden. Eine verbreitete, weite Definition des Begriffs lautet „Bodenpolitik umfasst staatliche und kommunale Maßnahmen, die den Wert, die Nutzung und die Verteilung des Bodens beeinflussen“. In Deutschland stellt somit auf gesamtstaatlicher Ebene unter anderem das Baugesetzbuch mit seinen Instrumenten der Bodenordnung einen wichtigen Teil der Bodenpolitik dar.
Diesem weiten Begriffsverständnis, welches auch die hoheitliche Regional- und Bauleitplanung als Teil der Bodenpolitik umfasst, steht insbesondere auf kommunaler Ebene ein engeres Begriffsverständnis gegenüber. Hier bezeichnet Bodenpolitik insbesondere den privatrechtlichen Umgang einer Kommune mit den im Gemeindegebiet gelegenen und den in ihrem Eigentum stehenden Grundstücken. Zusätze wie „aktive“, „gemeinwohlorientierte“ oder „soziale Bodenpolitik“ werden genutzt, um einen planvollen und strategischen Umgang einer Gemeinde mit den Grundstücken im Gemeindegebiet im Hinblick auf sozialpolitische Ziele zu beschreiben. Zu den Instrumenten einer solchen Politik können gehören:
- der privatrechtliche Erwerb von Grundstücken durch die Gemeinde vor Aufstellung eines Bebauungsplanes zur Abschöpfung von Bodenwertzuwächsen und der gezielteren Steuerbarkeit der Nutzung (z. B. Anteile sozialen Wohnungsbaus),
- die langfristige strategische Anlage einer Reserve an Liegenschaften in kommunalem Eigentum (Bodenreserve, Bodenfonds),
- die Vergabe von Grundstücken mittels Erbbaurecht anstelle des Verkaufs.

Bedingt durch die stark steigenden Immobilienpreise seit der Finanz- und Wirtschaftskrise ab 2007, ist seit den 2010er-Jahren wieder ein verstärktes publizistisches Interesse an Bodenpolitik in Wissenschaft und Praxis zu erkennen.